# Itzamkanac
Itzamkanac, también conocido como El Tigre, es una antigua ciudad y zona arqueológica de la cultura maya ubicada en el municipio de Candelaria del estado de Campeche en México. Fue la capital de la provincia prehispánica de Acalán-Tixchel gobernada por los chontales o putunes hasta la llegada y encuentro con los conquistadores españoles.

## Ubicación
Itzamkanac se encuentra edificado sobre un lomerío de la ribera del río Candelaria al suroeste del estado de Campeche en México. Esta ubicación le otorgó al sitio una posición estratégica como puerto fluvial que facilitó el desarrollo de una gran actividad comercial.

## Historia
De acuerdo a las evidencias arqueológicas, la ocupación de Itzamkanac comenzó alrededor de los años 600 al 300 a. C. en el periodo preclásico medio de Mesoamérica, y se extendió hasta el final del periodo postclásico culminando varias décadas después de la llegada y contacto con los conquistadores españoles. Su apogeo se dio durante el periodo clásico terminal y el postclásico, en este periodo se convirtió en la capital de la provincia de Acalán-Tixchel. A la llegada de los conquistadores españoles, la ciudad de Itzamkanac se posicionaba como un gran centro de comercio de la región maya siendo documentada en varios escritos coloniales.
En 1525 debido a su importancia y poder regional, Hernán Cortés decide llegar a la provincia de Acalán pasando por su capital Itzamkanac y varios de sus asentamientos como parte de la ruta en su viaje hacia Las Hibueras (actual Honduras), al llegar a una ciudad de la provincia de Acalán conocida como Taxahá ejecuta a Cuauhtémoc el último tlatoani de los mexicas.
El cacique chontal de Acalán, Pablo Paxbolon, describe en un documento virreinal conocido como Papeles de Paxbolón Maldonado varios detalles sobre Itzamkanac como el culto que se tenía en la ciudad hacia el dios Kukulcán, esta adoración pudo ser el resultado del gran contacto que tuvo Itzamkanac como un gran punto de comercio con centros mayores del centro de México.